# انجیلاق
انجیلاق روستایی از توابع بخش مرکزی شهرستان آبیک در استان قزوین ایران است.

## جمعیت
این روستا در دهستان کوهپایه غربی قرار دارد و براساس سرشماری مرکز آمار ایران در سال ۱۳۸۵، جمعیت آن ۵۵۷ نفر (۱۶۸خانوار) بوده‌است.

## زبان
زبان مردم این روستا تاتی با گویش مخصوص است.